# بلانكو (مغني)
بلانكو (مواليد 10 فبراير 2003) هو مغني إيطالي، مثل إيطاليا بجانب محمود في مسابقة الأغنية الأوروبية لعام 2022.

## روابط خارجية
- بلانكو على موقع IMDb (الإنجليزية)
- بلانكو على موقع ميوزك برينز (الإنجليزية)
- بلانكو على موقع أول ميوزيك (الإنجليزية)
- بلانكو على موقع أول ميوزيك (الإنجليزية)
- بلانكو على موقع ديسكوغز (الإنجليزية)
- بلانكو على موقع قاعدة بيانات الفيلم (الإنجليزية)